# Премия имени П. А. Черенкова
Премия имени П. А. Черенкова — награда, присуждаемая РАН за выдающиеся работы в области экспериментальной физики высоких энергий. Названа по имени П. А. Черенкова, советского физика, академика АН СССР.

## История
Российская академия наук в пределах своей компетенции с целью увековечивания памяти выдающихся учёных — членов Российской академии наук, учреждает и присуждает премии имени выдающихся учёных, каждая из которых присуждается в знаменательную дату, связанную с жизнью и деятельностью учёного, именем которого названа медаль или премия. Премии присуждаются за отдельные выдающиеся научные работы, открытия, изобретения, а также за серии научных работ по единой тематике.
На соискание премий могут быть представлены работы или серии работ единой тематики, как правило, отдельных авторов. При представлении работ выдвигаются лишь ведущие авторы, причём не более трех человек.

## Награждённые по годам
- 1999 — доктор физико-математических наук Евгений Игоревич Тамм — за серию работ по созданию ускорительного комплекса ФИАН в г. Троицке и проведению экспериментов по физике высоких энергий
- 2002 — академик РАН Сергей Петрович Денисов — за серию научных работ «Разработка и создание прецизионных черенковских счётчиков. Открытие роста полных сечений адронных взаимодействий („Серпуховской эффект“)»
- 2005 — член-корреспондент РАН Григорий Владимирович Домогацкий — за работу «Байкальский нейтринный эксперимент»
- 2008 — доктор физико-математических наук Алексей Павлович Онучин — за цикл работ «Детекторы с черенковскими счётчиками в экспериментах на встречных пучках»
- 2011 — доктора физико-математических наук Анатолий Семёнович Белоусов и Сергей Васильевич Русаков, кандидат физико-математических наук Евгений Иванович Малиновский — за цикл работ «Черенковские спектрометры полного поглощения: создание и применение в физике высоких энергий»
- 2014 — доктора физико-математических наук Игорь Анатольевич Голутвин и Александр Михайлович Зайцев — за выдающийся вклад в эксперименты CMS и ATLAS на Большом адронном коллайдере, результатом которых стало открытие бозона Хиггса
- 2017 — доктор физико-математических наук Анатолий Афанасьевич Петрухин — за работу «Черенковский водный детектор НЕВОД»
- 2020 — академик РАН Александр Евгеньевич Бондарь, член-корреспондент РАН Роман Владимирович Мизюк и доктор физико-математических наук Алексей Юрьевич Гармаш — за цикл работ по обнаружению и изучению новых состояний боттомония и экзотических боттомониеподобных состояний
- 2023 — доктор физико-математических наук Александр Иванович Малахов — за цикл исследований в релятивистской ядерной физике, проведенных в ОИЯИ и зарубежных центрах и положенных в основу физической программы ускорительного комплекса NICA